# انتخابات الرئاسة الأوزبكستانية 2007
انتخابات الرئاسة الأوزبكستانية 2007 هي الانتخابات الرئاسية التي جرت في 23 ديسمبر 2007، في أوزبكستان، لانتخاب رئيس أوزبكستان، فاز بالانتخابات إسلام كريموف.